# Triplaris cumingiana
Triplaris cumingiana är en slideväxtart som beskrevs av Fisch. & Mey. och Carl Anton von Meyer. Triplaris cumingiana ingår i släktet Triplaris och familjen slideväxter. Inga underarter finns listade i Catalogue of Life.